# Prophets, Seers & Sages: The Angels of the Ages
Prophets, Seers & Sages: The Angels of the Ages — второй студийный альбом британской группы Tyrannosaurus Rex и второй альбом, записанный при совместной работе Марка Болана и Стива Перегрин Тука. Диск был выпущен 14 октября 1968 года, на лейбле Regal Zonophone и не смог попасть в чарты сразу после своего релиза.
Позднее этот альбом наряду с дебютным My People Were Fair and Had Sky in Their Hair… But Now They’re Content to Wear Stars on Their Brows (1968) был переиздан в виде двойного LP (грампластинка), Tyrannosaurus Rex: A Beginning. В апреле 1972 года, после успехов таких альбомов группы как Electric Warrior (1971) и The Slider (1972), эта компиляция смогла достичь первого места в британских чартах.
Альбом открывает песня «Deboraarobed» — альтернативная версия выходившей ранее в качестве сингла композиции «Debora».

## Список композиций
Слова и музыка всех песен — Марк Болан.
| №  | Название            | Длительность |
| -- | ------------------- | ------------ |
| 1. | «Deboraarobed»      | 3:33         |
| 2. | «Stacey Grove»      | 1:59         |
| 3. | «Wind Quartets»     | 2:57         |
| 4. | «Conesuala»         | 2:25         |
| 5. | «Trelawny Lawn»     | 1:46         |
| 6. | «Aznageel the Mage» | 1:59         |
| 7. | «The Friends»       | 1:19         |

| №  | Название                       | Длительность |
| -- | ------------------------------ | ------------ |
| 1. | «Salamanda Palaganda»          | 2:15         |
| 2. | «Our Wonderful Brownskin Man»  | 0:51         |
| 3. | «O Harley (The Saltimbanques)» | 2:19         |
| 4. | «Eastern Spell»                | 1:41         |
| 5. | «The Travelling Tragition»     | 1:48         |
| 6. | «Juniper Suction»              | 1:13         |
| 7. | «Scenescof Dynasty»            | 4:07         |

## Участники записи
- Марк Болан — вокал, акустическая гитара
- Стив Перегрин Тук — бэк-вокал, барабаны, пиксифон[англ.], перкуссия